# Nicola di Bari
Nicola Di Bari, pseudoniem voor Michele Scommegna. (Zapponeta, 29 september 1940) is een Italiaanse zanger en liedjesschrijver. 

## Biografie
Michele Scommegna is de zoon van een boer in Apulië, maar week uit naar Milaan om een muzikale carrière te beginnen. Hij nam de naam "Nicola Di Bari" aan ter ere van de Heilige Nicolaas, die in Bari (Apulië) begraven ligt. 
Hij nam deel aan het Festival van San Remo van 1965 met Amici miei, in 1966 met Lei mi aspetta, in 1967 met Guardati alle spalle en in 1970 met La prima cosa bella, waarmee hij tweede werd. Dit laatste lied zou hem beroemd maken en een van zijn grootste successen blijven.  
Hij won het Festival van San Remo in 1971 met Il cuore è uno zingaro, en een jaar later opnieuw met I giorni dell'acorbaleno. Daarmee mocht hij ook naar het Eurovisiesongfestival 1972. Het was al 6 jaar geleden dat de winnaar van San Remo nog eens naar het Eurovisiesongfestival ging. Hij werd zesde.
Met Chitarra suona più piano won hij in 1971 ook nog eens de televisiewedstrijd Canzonissima.
Hij nam ook albums op in het Spaans in is ook bekend in Zuid-Amerika.
Andere successen zijn Il mondo è grigio il mondo è blu, Vagabondo, Paese, Giuro e vorrei.